# クルド料理

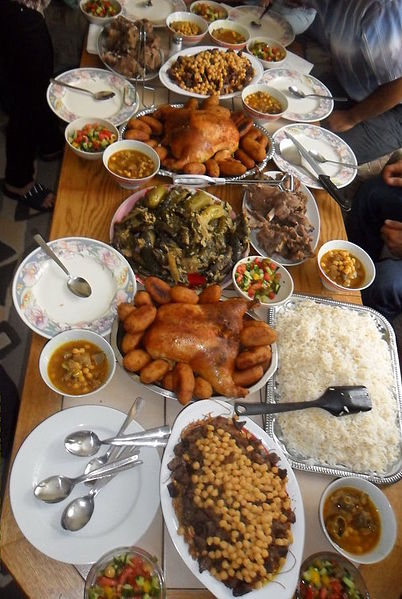
伝統的なクルド料理

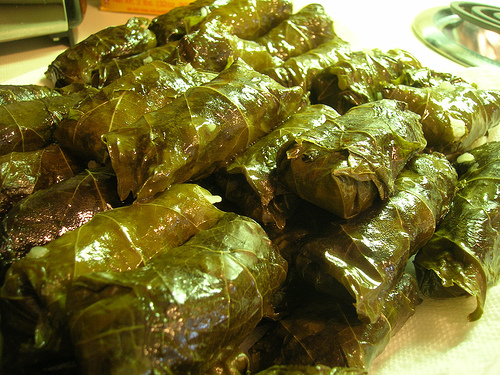
ドルマ

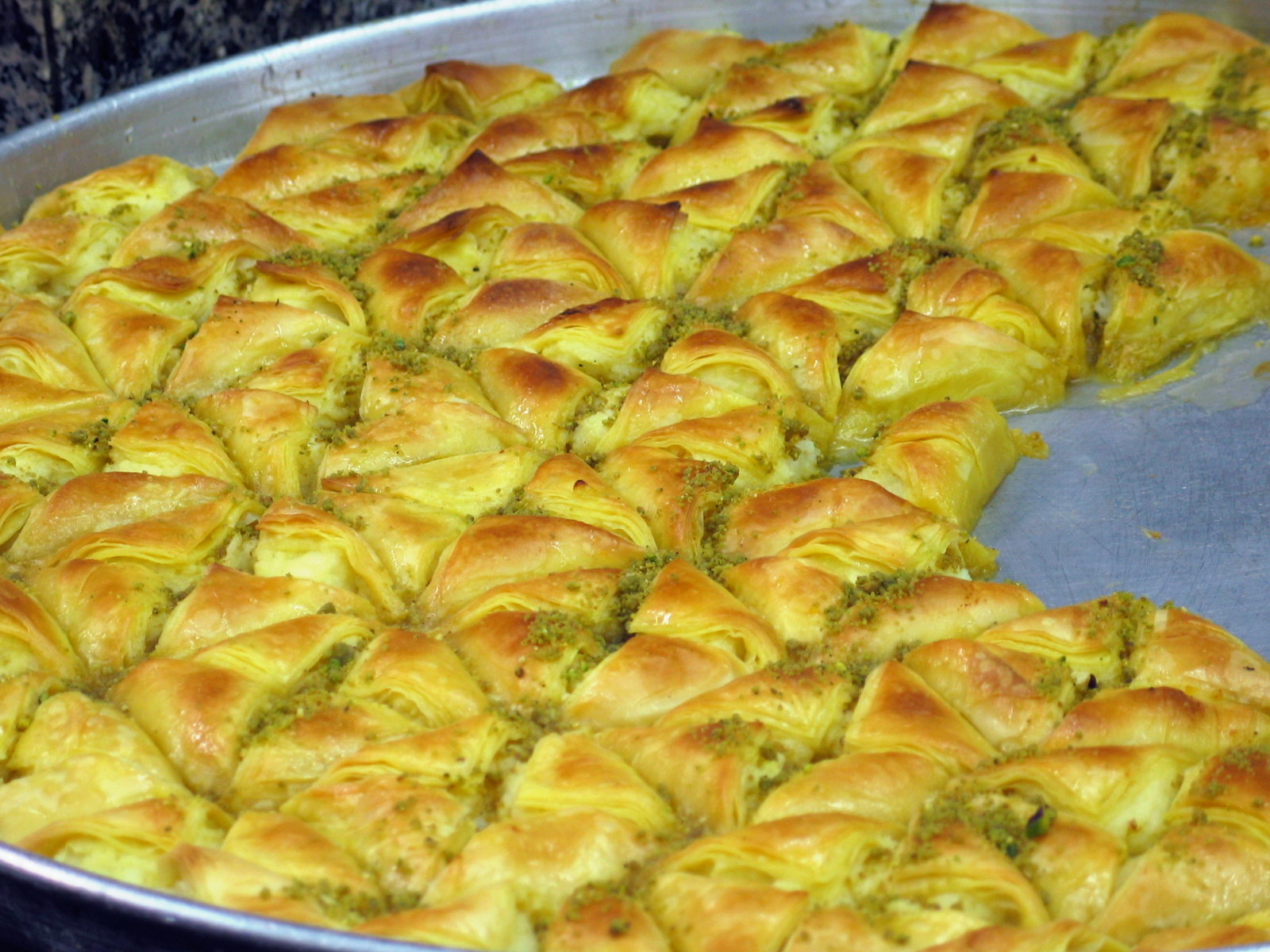
バクラヴァ

クルド料理（クルドりょうり）はクルド人が調理する様々な種類の料理からなる。クルドとそれに隣接するイラン、トルコ、イラク、シリア、アルメニアとの文化的な類似（例えばビリヤニ）は、インド亜大陸まで通ずるものがある。クルド料理は西アジア料理の典型である。

## 慣習
クルドの食材には、様々な果実や野菜がある。子羊と鶏がよく使われる肉である。
クルドの典型的な朝食は、フラットブレッド、チーズ、バター、オリーブ、卵、トマト、キュウリ、玉葱、reçel（果物を丸ごと使ったジャム）、蜂蜜（普通はカイマクに乗せる）からなる。クルディスタンの朝食ではソーセージ、焼き料理、さらにはスープも食べられる。硬い皮つきの白いパンである pide などの伝統的なパンも広く食べられている。朝食に関してよくみられるクルドの名物としてメネメンがあり、これはあぶったトマト、唐辛子、オリーブオイル、卵を使っている。朝食では必ず紅茶が出される。
昼食は羊肉と野菜をトマトソースでぐつぐつ煮てシチューにして通常は米と一緒に食べ、セイボリー料理は通常は米あるいは平たいパン（ナン）と一緒に食べる。クルディスタンは、 ブドウ、ザクロ、イチジク、クルミの生育に適した気候と土壌を持つ。クルドの蜂蜜は澄んだ淡白な味わいで、しばしばハチの巣ごと売られている。またクルディスタンでは毎日、羊乳と牛乳が生産されている。クルド人は肉を詰めた多くの種類のキョフテ、クッバ、ダンプリングを作っている。
クルド料理は採れたてのハーブをふんだんに使う。

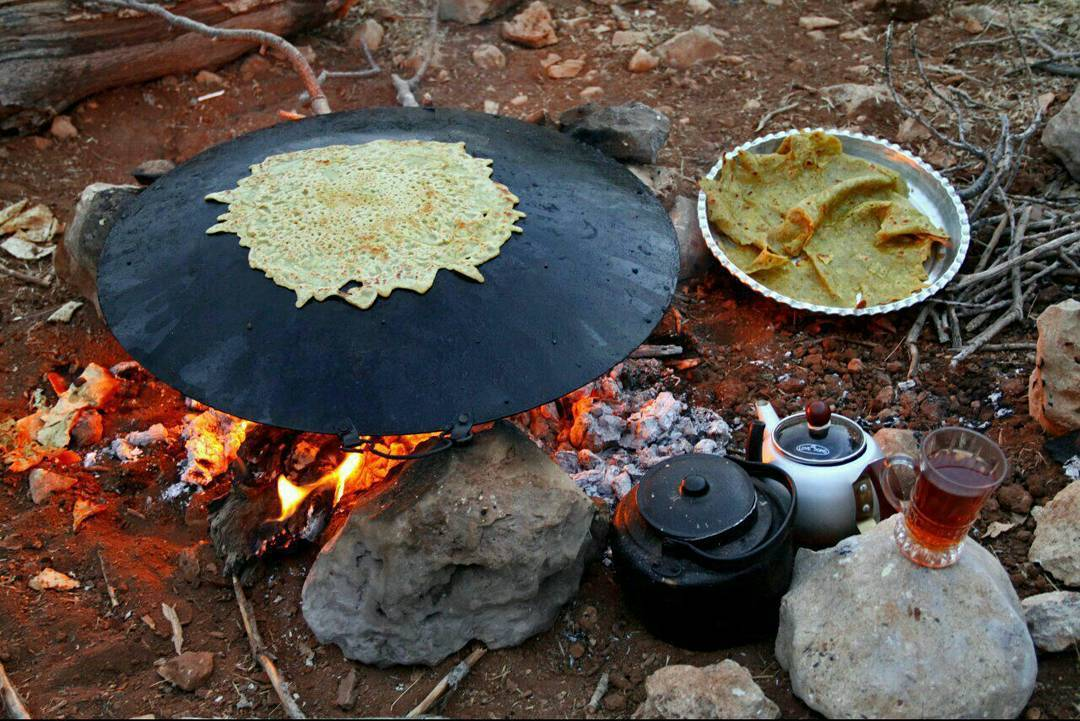
伝統的なクルドのパン。皮がパリッとした白いパンが熱した丸い鉄板で焼かれている。

砂糖を入れた紅茶は非常によく飲まれており、苦く濃いコーヒーも飲まれている。他に好まれるクルドの飲み物はソラニーで言う「マストウ」あるいは「アヴァマスト」で、ヨーグルトと塩を水で溶いたものである。これを発酵させたものがドウ（ドゥーグ）である。両者ともしばしばイノンド、ミント、メグサハッカの葉や、カイノキの実が添えられる。
クルド料理の主食は、berbesel、ビリヤニ、dokliw、kellane、kullerenaske、kutilk、parêv tobouli、クク（ミートパイあるいは野菜パイ）、birinç（肉あるいは野菜とハーブを加えた白米）、ほか様々なサラダ、ペーストリー、クルディスタンの各地に特有の飲み物が挙げられる。他の主な料理は、マクルーバ、キョフテ、shifta、shilah/maraga、卵を使ったスピナッチ、小麦とレンズマメを使ったスープ、ビートと肉を使ったスープ、甘いターニップ、カルダモンのクッキー、ブルグル、メネメン、mehîr、ûr û rûvî、サルマ、アルビールで一般的な chichma、tefti、niskene、nane niskan がある。
よくあるクルド料理の一つが、ピーラーンシャフルとマハバードで一般的な Kardupilau である。
Sawarr はクルドの農民の伝統的な料理で、小麦の穀粒を使う。その穀粒は、まず茹でて日干ししたのち、殻を除くためすり鉢（curn）で叩かれる。次いでひき臼（destarr）で砕かれる。最後は茹でて完成である。
Tapsi はナス、ピーマン、ズッキーニ、ジャガイモを使った料理で、スパイスのきいたトマトソースが使われる。タシュリーブは、ピーマン、トマト、玉葱、唐辛子のソースを使った何層ものナンでできている。

## 休日と祝典
ネウロズの祭りの間、クルド人は田舎でピクニックを楽しみ、伝統的な料理をしばしばドルマと共に食べ、Halperke と呼ばれる伝統的なクルドの踊りを踊る。